# Ділейні Шнелл
Ділейні Шнелл (англ. Delaney Schnell, нар. 21 грудня 1998) — американська стрибунка у воду, срібна призерка Олімпійських ігор 2020 року.

## Виступи на Олімпіадах
| Олімпіада  | Дисципліна                 | Місце |
| ---------- | -------------------------- | ----- |
| Токіо 2020 | синхронна вишка, 10 метрів | 2     |